# Taxi 2
Taxi 2 is een Franse actiekomedie uit 2000. De hoofdrollen worden gespeeld door Samy Naceri, Frédéric Diefenthal, Emma Sjöberg en Bernard Farcy. De film draait om Daniel, een taxichauffeur uit Marseille die graag de coureur uithangt. Hij rijdt in een witte Peugeot 406 V6 die hij flink onder handen heeft genomen. Hoewel de auto er op het eerste gezicht vrij normaal uitziet, kan hij echter automatisch een aantal spoilers tevoorschijn toveren, sportvelgen uitschuiven en extra "luchthappers" uitklappen. De auto is uitzonderlijk snel.

## Het verhaal
De Japanse minister van Defensie komt op bezoek in Frankrijk om een hoogst belangrijk contract te tekenen om te investeren in de Franse terreurbestrijding. De vader van de vriendin van Daniel is een belangrijke generaal die bij de ontvangst van de minister moet zijn. Hij lijkt te laat te komen en Daniel besluit zijn wagen in te zetten. Met ongekende snelheid rijdt hij naar het vliegveld, waardoor de generaal toch nog op tijd komt. Hem wordt gevraagd even mee te gaan naar de ontvangst. Met tegenzin kijkt hij hoe een nieuwe Franse auto, die als uitzonderlijk veilig wordt gekwalificeerd, gepresenteerd wordt. De Japanse minister zal hierin een rondleiding door de stad krijgen. Hier en daar op de route zijn vallen gezet die aanvallen op de auto moeten simuleren.
De chauffeur van de auto valt uit door een ongeluk met de airbags en Daniel wordt aangewezen als de vervangende chauffeur. Tussen alle nepaanvallen tijdens de rondleiding zit ook een echte aanval door Japanse bendeleden. Zij ontvoeren de minister en Petra, een politieagente op wie Emilien een oogje heeft, en de politie is al gauw alle sporen kwijt. Emilien, een klunzige politieagent, vraagt Daniel wederom om hulp. Samen met de politie gaan ze naar Parijs om daar de minister zo snel mogelijk te bevrijden.

## Rolverdeling
| Acteur                 | Personage                |
| ---------------------- | ------------------------ |
| Samy Naceri            | Daniel Morales           |
| Frédéric Diefenthal    | Émilien Coutant-Kerbalec |
| Marion Cotillard       | Lilly Bertineau          |
| Emma Sjöberg           | Petra                    |
| Bernard Farcy          | Gérard Gibert            |
| Jean-Christophe Bouvet | Edmond Bertineau         |
| Frédérique Tirmont     | Mme Bertineau            |
| Tsuyu Shimizu          | Yuli                     |
| Édouard Montoute       | Alain Trésor             |
| Ko Suzuki              | Katano                   |
| Yoshi Oida             | Yuki Tsumoto             |
| Jean-Louis Schlesser   |                          |